# Budki Stare
Budki Stare (prononciation [ˈbutki ˈstarɛ]) est un village de la gmina de Witonia, du powiat de Łęczyca, dans la voïvodie de Łódź, situé dans le centre de la Pologne.
Il se situe à environ 3 kilomètres au nord-ouest de Witonia (siège de la gmina), 14 kilomètres au nord de Łęczyca (siège du powiat) et 45 kilomètres au nord de Łódź (capitale de la voïvodie).
Sa population s'élevait approximativement à 110 habitants en 2006.

## Administration
De 1975 à 1998, le village était attaché administrativement à l'ancienne voïvodie de Płock.

Depuis 1999, il fait partie de la nouvelle voïvodie de Łódź.